# Heavy Petting Zoo
Heavy Petting Zoo is het zesde studioalbum van de punkband NOFX, uitgegeven door Epitaph Records op 31 januari 1996.

## Tracklist
Alle nummers geschreven door Fat Mike.
1. "Hobophobic (Scared of Bums)" - 0:48
2. "Philthy Phil Philanthropist" - 3:10
3. "Freedom Lika Shopping Cart" - 3:43
4. "Bleeding Heart Disease" - 3:36
5. "Hot Dog in a Hallway" - 2:50
6. "Release the Hostages" - 2:29
7. "Liza" - 2:55
8. "What's the Matter with Kids Today?" - 1:13
9. "Love Story" - 2:37
10. "The Black and White" - 3:36
11. "Whatever Didi Wants" - 3:00
12. "August 8th" - 1:35
13. "Drop the World" - 3:22

## Band
- Fat Mike - zang, basgitaar
- Eric Melvin - gitaar
- El Hefe - gitaar, trompet
- Erik Sandin - drums